# Ліцей № 75 імені Лесі Українки Львівської міської ради
Ліцей № 75 імені Лесі Українки Львівської міської ради — загальноосвітній навчальний заклад III ступеня з поглибленим вивченням англійської мови, розташований у Залізничному районі міста Львова, місцевість Сигнівка.

## Історія та сьогодення
Збудована у 1964 році, у 1968 році їй присвоєно ім'я видатної української поетеси Лесі Українки.
25 лютого 1971 року до 100-ліття Лесі Українки на шкільному подвір'ї встановлено погруддя письменниці (авторство — скульптор Лука Біганич, архітектор Володимир Блюсюк). Окрім того, на стіні школи встановлено меморіальну таблицю на честь поетеси з цитатою із поеми «В катакомбах»: «Я честь віддам титану Прометею, що не творив своїх людей рабами, я вслід його піду». Того ж року на другому поверсі навчального закладу відкрито шкільний літературний музей Лесі Українки, визнаний одним з найкращих шкільних музеїв. 
На початку 1970-х років (орієнтовно 1970—1973 роки) львів'янин Степан Депа вивісив на фасаді школи синьо-жовтий прапор. На початку 1980-х років, нині учасник відомої української акапельної формації «Піккардійська терція», Славко Нудик з друзями намалювали на фасаді школи тризуб та написали «Ще не вмерла Україна», за що майбутнього співака не перевели до дев'ятого класу. Окрім того, за спогадами Славка Нудика, деякі вчителі школи перебували під наглядом КДБ.
У 2019 році змінено назву навчального закладу з Спеціалізованої загальноосвітньої школи № 75 імені Лесі Українки з поглибленим вивченням англійської мови з 1-го класу на Ліцей № 75 імені Лесі Українки Львівської міської ради. Школа входить в Європейську мережу сприяння здоров'ю та співпрацює з КНП «5-а міська клінічна поліклініка м. Львова» та з церквою.
У березні 2023 року в ліцеї відбулися заняття та тренінги для учнів 9–11 класів у рамках навчально-профорієнтаційного проєкту «Дні Політехніки в школі». До реалізації проєкту були залучені викладачі Національного університету «Львівська політехніка». Мета цих заходів — стимулювання учнівської молоді до здобуття вищої освіти, надання допомоги щодо вибору майбутнього фаху й усвідомлення необхідності розвитку власних soft skills для подальшого кар'єрного та професійного росту.
Станом на вересень 2024 року у 30 класах школи навчається 928 учнів, працює 73 вчителі, з них 40 вчителів вищої категорії.

## Відомі учні та випускники
- Лущик Віктор Федорович — український військовик, молодший сержант, гранатометник 1-го механізованого взводу 4-ї механізованої роти 2-го механізованого батальйону 24-ї Залізної імені князя Данила Галицького окремої механізованої бригади. Кавалер ордена «За мужність» III ступеня (14.03.2015; посмертно). На фасаді школи встановлено меморіальну таблицю на його честь.
- Михальчишин Адріан Богданович — український та словенський гросмейстер.
- Нудик Ярослав Володимирович — український співак, учасник акапельної формації «Пікардійська терція».
- Фаріон Ірина Дмитрівна — українська науковиця, доктор філологічних наук, професор Національного університету «Львівська політехніка». Народний депутат України VII скликання. 25 вересня 2024 року на фасаді школи встановлено меморіальну таблицю на її честь[8].